# Lollipop (bài hát của Big Bang và 2NE1)
"Lollipop" là đĩa đơn quảng bá hợp tác giữa Big Bang và 2NE1, nhằm quảng cáo cho sản phẩm điện thoại của hãng LG Cyon.

## Quảng bá
Bài hát được dùng để quảng bá sản phẩm điện thoại di động của hãng LG LG Cyon. Bài hát chuyển thể từ bản hit "Lollipop" của Julius Dixson và Beverly Ross năm 1958. Bài hát đứng ở vị trí số một trên nhiều bảng xếp hạng trực tuyến, trong đó có chuỗi bốn tuần trên bảng xếp hạng của Mnet. "Lollipop" được coi là bài hát debut không chính thức của 2NE1. DJ Wreckx remix lại bài hát để dự cuộc thi Cyon Bboy Championships. Tuy nhiên "Lollipop" không hề được biểu diễn trên truyền hình ngoại trừ trong chuyến lưu diễn của YG Family vào năm 2010.

### Video âm nhạc
Video được quay trong tuần lễ đầu tiên của tháng 3 năm 2009 và được phát lần đầu vào ngày 28 tháng 3 năm 2009. Video chiếu các hình ảnh hai nhóm hát và nhảy cùng nhau trên phông nền nhiều màu sắc và do Hyun Young Sung đạo diễn. Phiên bản hậu trường của video lên sóng đầu tháng 5 năm 2009